# Liste der Bürgermeister von Barmen, Elberfeld und Wuppertal
Die Liste der Bürgermeister von Barmen, Elberfeld und Wuppertal führt die Bürgermeister der ehemaligen selbstständigen Stadt Elberfeld und der mit Barmen zu Wuppertal vereinigten Stadt.

## Geschichte
Die Geschichte der Bürgermeister von Elberfeld und Wuppertal beginnt mit der Verleihung der Stadtrechte an die Freiheit Elberfeld am 10. August 1610, die sich von da an Stadt Elberfeld nennen durfte. Der Bürgermeister wurde jährlich neu immer am 1. Mai eines Jahres gewählt. Der alte Bürgermeister übergab zu diesem Termin dem Amtmann des Amts Elberfeld einen versiegelten Umschlag mit seinen vier Vorschlägen, von denen einer sein Nachfolger werden sollte. Es war durchaus gestattet, dass ein Bürgermeister sich selbst vorschlagen konnte und so ein zweites Mal in Folge dieses Amt bekleidete. Die Wähler versammelten sich in der reformierten Pfarrkirche und wählten sechs Wahlmänner. Die Stadt war in drei Wahlbezirke aufgeteilt, je zwei Wahlmänner mussten aus jedem Bezirk kommen. Die Wahlmänner bekamen die Liste mit den Namen überreicht und gaben darauf dem Amtmann ihren Zettel mit ihrem Kandidaten. Zum Gewinn der Wahl reichte eine einfache Mehrheit, bei Stimmengleichheit entschied der Amtmann den Gewinner der Wahl. Eine Ablehnung der Wahl war nicht gestattet.
Bis zur Einführung des Stadtgerichts am 22. November 1708 wurde der scheidende Bürgermeister nach Ablauf seiner Amtszeit, sofern er dies wollte, in den Stadtrat gewählt. Als der Stadt Elberfeld das eigene Stadtgericht bewilligt wurde, rückte der Bürgermeister nach Ende seiner Amtszeit ohne Wahl in dieses Amt ein. Der erste Stadtrichter war ab dem 9. Januar 1709 Johann Kaspar von Karnap. Er übernahm das Amt, bis nach seinem Ausscheiden als Bürgermeister im Mai 1709 Johannes Wülfing dieses antrat. Der Stadtrichter war sowohl Mitglied des Rates als auch Stellvertreter des Bürgermeisters.
Das Ende der städtischen Verfassung von 1610 begann mit der Herrschaft Napoleons über das Herzogtum Berg am 21. März 1806. Er übertrug die Herrschaft seinem Schwager Joachim Murat, der am 31. Dezember 1807 die alten Strukturen aufhob und eine Verwaltung nach französischem Vorbild einführte, welche von einem Stadtdirektor angeführt wurde. Das Stadtgericht wurde aufgelöst und ein zentrales Gericht in Düsseldorf eingerichtet, Barmen 1808 das Stadtrecht verliehen. Murat verließ 1808 die Stadt und übertrug die Regentschaft wieder auf Napoleon, der sich Großherzog von Berg nannte. Bis zum 3. März 1809 regierte er über das Land und übertrug dann aus politischen Gründen proforma den Titel auf seinen fünfjährigen Neffen Prinz Napoleon Ludwig und regierte in dessen Namen das Land bis zum 25. November 1813 von Paris aus. Dann erfolgte der Übergang an Preußen. Das preußische Wesen half bei der Neubildung der Stadtverwaltung, die am 13. Januar 1814 mit der Verleihung des Titels Oberbürgermeister an Johann Rütger Brüning begann. Die neue Verfassung sah keine jährliche Wiederwahl vor, so blieb Brüning in diesem Amt, bis er 1837 starb. Im Jahr 1929 wurden Elberfeld und Barmen zur Stadt Wuppertal vereinigt. Der letzte Oberbürgermeister Barmens, Paul Hartmann, wurde zum neuen Oberbürgermeister der Stadt Wuppertal.
Amtierender Oberbürgermeister ist zurzeit Uwe Schneidewind.

## Elberfeld
| Bürgermeister von 1610 bis 1706 | Bürgermeister von 1610 bis 1706 | Bürgermeister von 1610 bis 1706                                            |
| Name                            | Amtszeit                        | Lebensdaten                                                                |
| ------------------------------- | ------------------------------- | -------------------------------------------------------------------------- |
| Johann Nyß                      | 1610                            | † 1615                                                                     |
| Johann Nyß                      | 1611                            | † 1615                                                                     |
| Eustatius Kirberg               | 1612                            | * um 1540 in Solingen; † 1614 in Elberfeld                                 |
| Eustatius Kirberg               | 1613                            | * um 1540 in Solingen; † 1614 in Elberfeld                                 |
| Johannes Braus                  | 1614                            | † 1626 in Elberfeld                                                        |
| Johannes Wichelhausen           | 1615                            | * um 1565 in Elberfeld; † 1629 ebenda                                      |
| Johann Teschenmacher            | 1616                            | * in Elberfeld; † 1629 ebenda                                              |
| Kaspar Frowein                  | 1617                            | * um 1575 in Lennep; † 1631 in Elberfeld                                   |
| Johann Kirberg                  | 1618                            | * um 1580 in Elberfeld; † 1641 ebenda                                      |
| Adolf Pempelfort                | 1619                            | * in Ratingen                                                              |
| Klemens Kirberg                 | 1620                            | * um 1575 in Elberfeld; † 3. Februar 1646 in Elberfeld                     |
| Johann Nyß                      | 1621                            | * 1592 in Elberfeld; † 1633 ebenda                                         |
| Gottfried Kirberg               | 1622                            | * 1584 in Elberfeld; † 1641 ebenda                                         |
| Johannes Braus                  | 1623                            | † 1626 in Elberfeld                                                        |
| Johann Kirberg                  | 1624                            | * um 1580 in Elberfeld; † 1641 ebenda                                      |
| Johann Nyß                      | 1625                            | * 1592 in Elberfeld; † 1633 ebenda                                         |
| Johann Nyß                      | 1626                            | * 1592 in Elberfeld; † 1633 ebenda                                         |
| Peter Lüttringhausen            | 1627                            | * um 1580 in Lennep; † 1645 in Elberfeld                                   |
| Peter Lüttringhausen            | 1628                            | * um 1580 in Lennep; † 1645 in Elberfeld                                   |
| Anton Teschenmacher             | 1629                            | * 1597 in Elberfeld; † 1670 ebenda                                         |
| Engelbert Knevels               | 1630                            | * 1596 in Elberfeld; † 1650 ebenda                                         |
| Engelbert Knevels               | 1631                            | * 1596 in Elberfeld; † 1650 ebenda                                         |
| Peter Lüttringhausen            | 1632                            | * um 1580 in Lennep; † 1645 in Elberfeld                                   |
| ??                              | 1633                            |                                                                            |
| Andreas Siebel                  | 1634                            | 1595 in Elberfeld; † 1648 ebenda                                           |
| Klemens Kirberg                 | 1635                            | * um 1575 in Elberfeld; † 3. Februar 1646 in Elberfeld                     |
| Engelbert Knevels               | 1636                            | * 1596 in Elberfeld; † 1650 ebenda                                         |
| Johann Kirberg                  | 1637                            | * um 1580 in Elberfeld; † 1641 ebenda                                      |
| Johann von der Heyden           | 1638                            | * 1593 in Elberfeld; † 1660 ebenda                                         |
| Johann von der Heyden           | 1639                            | * 1593 in Elberfeld; † 1660 ebenda                                         |
| Gottfried Üllenberg             | 1640                            | * um 1585 in Elberfeld; † 1663 ebenda                                      |
| Engelbert Knevels               | 1641                            | * 1596 in Elberfeld; † 1650 ebenda                                         |
| Engelbert Knevels               | 1642                            | * 1596 in Elberfeld; † 1650 ebenda                                         |
| Wilhelm Teschemacher            | 1643                            | * 1598 in Elberfeld; † 1667 ebenda                                         |
| Wilhelm Teschemacher            | 1644                            | * 1598 in Elberfeld; † 1667 ebenda                                         |
| Anton Schlösser                 | 1645                            | * 1609 in Elberfeld; † 3. Mai 1665 in Windrath bei Neviges                 |
| Gottfried Teschemacher          | 1646                            | * 1591 in Elberfeld; † 1648 ebenda                                         |
| Arnold Wichelhausen             | 1647                            | * 1593 in Elberfeld; † 1653 ebenda                                         |
| Wilhelm Teschemacher            | 1648                            | * 1598 in Elberfeld; † 1667 ebenda                                         |
| Engelbert Wülfing               | 1649                            | * 1595 in Elberfeld; † 1674 ebenda                                         |
| Kaspar Plücker                  | 1650                            | * 1614 in Elberfeld; † 1665 ebenda                                         |
| Arnold Wichelhausen             | 1651                            | * 1593 in Elberfeld; † 1653 ebenda                                         |
| Hermann Siebel                  | 1652                            | * 1606 in Elberfeld; † 1675 ebenda                                         |
| Johannes Krey                   | 1653                            | * um 1600 in Köln; † 1655 in Elberfeld                                     |
| Andreas Siebel                  | 1654                            | * 1619 in Elberfeld; † 1684 ebenda                                         |
| Andreas Siebel                  | 1655                            | * 1619 in Elberfeld; † 1684 ebenda                                         |
| Rütger Henckel                  | 1656                            | * 1614 in Elberfeld; † 1671 ebenda                                         |
| Kaspar Plücker                  | 1657                            | * 1614 in Elberfeld; † 1665 ebenda                                         |
| Engelbert Wülfing               | 1658                            | * 1595 in Elberfeld; † 1674 ebenda                                         |
| Engelbert Wülfing               | 1659                            | * 1595 in Elberfeld; † 1674 ebenda                                         |
| Andreas Siebel                  | 1660                            | * 1619 in Elberfeld; † 1684 ebenda                                         |
| Rütger Henckel                  | 1661                            | * 1614 in Elberfeld; † 1671 ebenda                                         |
| Kaspar Plücker                  | 1662                            | * 1614 in Elberfeld; † 1665 ebenda                                         |
| Daniel Wülfing                  | 1663                            | * 1608 in Elberfeld; † 1684 ebenda                                         |
| Wennemar von der Scheuren       | 1664                            | * 1619 in Elberfeld; † nach 1. Februar 1691 ebenda                         |
| Andreas Siebel                  | 1665                            | * 1619 in Elberfeld; † 1684 ebenda                                         |
| Gerhard Schopmann               | 1666                            | * 1615 in Elberfeld; † ebenda                                              |
| Johannes Lüttringhausen         | 1667                            | * 1610 in Elberfeld; † 1669 ebenda                                         |
| Wennemar von der Scheuren       | 1668                            | * 1619 in Elberfeld; † nach 1. Februar 1691 ebenda                         |
| Werner Teschemacher             | 1669                            | * 1620 in Elberfeld; † 1680 ebenda                                         |
| Werner Teschemacher             | 1670                            | * 1620 in Elberfeld; † 1680 ebenda                                         |
| Peter von Carnap                | 1671                            | * 25. November 1635 in Barmen; † 16. April 1693 in Elberfeld               |
| Isaak Teschemacher              | 1672                            | * 24. März 1623 in Elberfeld; † 1713 ebenda                                |
| Wennemar von Scheuren           | 1673                            | * 1619 in Elberfeld; † nach 1. Februar 1691 ebenda                         |
| Peter Krey                      | 1674                            | * in Elberfeld; † 1688 in Mülheim am Rhein                                 |
| Johannes Wichelhausen           | 1675                            | * 1628 in Elberfeld; † 1680 ebenda                                         |
| Werner Teschemacher             | 1676                            | * 1620 in Elberfeld; † 1680 ebenda                                         |
| Engelbert Hochstein             | 1677                            | * 1629 in Elberfeld; † ebenda                                              |
| Johannes auf der Heyden         | 1678                            | * 1629 in Barmen; † nach dem 23. April 1692 in Elberfeld                   |
| Johannes Plücker                | 1679                            | * 1628 in Elberfeld; † 1680 ebenda                                         |
| Engelbert Teschemacher          | 1680                            | * 1645 in Elberfeld; † nach 1708 ebenda                                    |
| Kaspar von Carnap               | 1681                            | * 1648 in Barmen; † 13. Juli 1727 in Elberfeld                             |
| Johannes Teschemacher           | 1682                            | † vor 1714 in Elberfeld                                                    |
| Andreas Siebel                  | 1683                            | * 1642 in Elberfeld; † nach dem 17. Dezember 1710 ebenda                   |
| Peter von Carnap                | 1684                            | * 25. November 1635 in Barmen; † 16. April 1693 in Elberfeld               |
| Johannes Schlösser              | 1685                            | * 1649 in Elberfeld; † vor dem 13. Januar 1714 ebenda                      |
| Kaspar von Carnap               | 1686                            | * 1648 in Barmen; † 13. Juli 1727 in Elberfeld                             |
| Werner Knevels                  | 1687                            | * 1645 in Elberfeld; † 1721 ebenda                                         |
| Johannes Plücker                | 1688                            | * 1656 in Elberfeld; † 1709 ebenda                                         |
| Wilhelm Teschemacher            | 1689                            | * 1660 in Elberfeld; † 1730 ebenda                                         |
| Andreas Siebel                  | 1690                            | * 1642 in Elberfeld; † nach dem 17. Dezember 1710 ebenda                   |
| Kaspar von Carnap               | 1691                            | * 1648 in Barmen; † 13. Juli 1727 in Elberfeld                             |
| Johannes Teschemacher jr.       | 1692                            | * 1660 in Elberfeld; † 1718 ebenda                                         |
| Johannes Teschemacher           | 1693                            | † vor 1714 in Elberfeld                                                    |
| Gottfried Wülfing               | 1694                            | * 1633 in Elberfeld; † 8. Februar 1695 ebenda                              |
| Werner Knevels                  | 1695                            | * 1645 in Elberfeld; † 1721 ebenda                                         |
| Johannes Wülfing                | 1696                            | * 1649 in Barmen; † 1723 in Elberfeld                                      |
| Kaspar von Carnap               | 1697                            | * 1648 in Barmen; † 13. Juli 1727 in Elberfeld                             |
| Andreas Siebel                  | 1698                            | * 1642 in Elberfeld; † nach dem 17. Dezember 1710 ebenda                   |
| Johannes Teschemacher           | 1699                            | † vor 1714 in Elberfeld                                                    |
| Johannes Teschemacher           | 1700                            | * 1650 in Elberfeld; † 1705 in Düsseldorf                                  |
| Johannes Wülfing                | 1701                            | * 1649 in Barmen; † 1723 in Elberfeld                                      |
| Peter Teschemacher              | 1702                            | * 1662 in Elberfeld; † 1741 ebenda                                         |
| Kaspar von Carnap               | 1703                            | * 1648 in Barmen; † 13. Juli 1727 in Elberfeld                             |
| Johann Wilhelm auf der Heyden   | 1704                            | * August 1661 in Elberfeld; † 1746 ebenda                                  |
| Werner de Weerth                | 1705                            | * 21. Oktober 1653 in Elberfeld; † 4. April 1738 ebenda                    |
| Johannes Schlösser              | 1706                            | * 1649 in Elberfeld; † vor dem 13. Januar 1714 ebenda                      |
| Bürgermeister von 1707 bis 1807 |                                 |                                                                            |
| Name                            | Amtszeit                        | Lebensdaten                                                                |
| Johann Kaspar von Karnap        | 1707                            | * 1669 in Elberfeld; † 1714 ebenda                                         |
| Johannes Wülfing                | 1708                            | * 1649 in Barmen; † 1723 in Elberfeld                                      |
| Kaspar von Carnap               | 1709                            | * 1648 in Barmen; † 13. Juli 1727 in Elberfeld                             |
| Johann Abraham auf der Heyden   | 1710                            | * 1658 in Elberfeld; † 1716 ebenda                                         |
| Johann Jakob Siebel             | 1711                            | * Juni 1679 in Elberfeld; † 1743 ebenda                                    |
| Peter Teschemacher              | 1712                            | * 1662 in Elberfeld; † 1741 ebenda                                         |
| Peter von Carnap                | 1713                            | * 1659 in Elberfeld; † 1736 ebenda                                         |
| Werner de Weerth                | 1714                            | * 21. Oktober 1653 in Elberfeld; † 4. April 1738 ebenda                    |
| Johann Peter Cappel             | 1715                            | * 1668 in Elberfeld; † 17. Juni 1725 ebenda                                |
| Anton Siebel                    | 1716                            | * 1670 in Elberfeld; † 1721 ebenda                                         |
| Peter Wichelhausen              | 1717                            | * 1663 in Elberfeld; † 1727 ebenda                                         |
| Wilhelm von Carnap              | 1718                            | * 1680 in Elberfeld; † 1749 ebenda                                         |
| Johannes Wülfing                | 1719                            | * 25. Dezember 1683 in Elberfeld; † 1763 ebenda                            |
| Kaspar Teschemacher             | 1720                            | * 1657 in Elberfeld; † 1727 ebenda                                         |
| Gerhard Werner Teschemacher     | 1721                            | * 12. Juli 1666 in Unterbarmen; † 22. Mai 1740 in Elberfeld                |
| Peter von Carnap                | 1722                            | * 1. Februar 1669 in Elberfeld; † 1736 ebenda                              |
| Johann Gottfried Lucas          | 1723                            | * 1685 in Elberfeld; † 1748 ebenda                                         |
| Peter Wichelhausen              | 1724                            | * 1663 in Elberfeld; † 1727 ebenda                                         |
| Wilhelm von Carnap              | 1725                            | * 1680 in Elberfeld; † 1749 ebenda                                         |
| Wilhelm Meinhard Coenen         | 1726                            | * 1688 in Wickrath; † 1754 in Elberfeld                                    |
| Johann Wilhelm auf der Heyden   | 1727                            | * August 1661 in Elberfeld; † 1746 ebenda                                  |
| Johann Kaspar Wuppermann        | 1728                            | * 1. Juni 1669 in Barmen; † 8. Juni 1742 in Elberfeld                      |
| Johann Gottfried Wülfing        | 1729                            | * 1682 in Elberfeld; † 1731 ebenda                                         |
| Johann Rütger Wuppermann        | 1730                            | * 1679 in Barmen; † 1759 in Elberfeld                                      |
| Johannes Conrads                | 1731                            | * 1680 in Elberfeld; † 1735 ebenda                                         |
| Abraham Lüttringhausen          | 1732                            | * 1684 in Elberfeld; † 1756 ebenda                                         |
| Johannes Bernsau                | 1733                            | * 1675 in Elberfeld; † 1750 ebenda                                         |
| Peter Cappel                    | 1734                            | * 1687 in Elberfeld; † 1756 ebenda                                         |
| Johannes Lohe                   | 1735                            | * 1681 in Solingen; † 1737 in Elberfeld                                    |
| Bernhard Meyer                  | 1736                            | * 5. Oktober 1696 in Mülheim an der Ruhr; † 1757 in Elberfeld              |
| Johannes von Carnap             | 1737                            | * 19. April 1698 in Elberfeld; † 1746 ebenda                               |
| Johann Kaspar Bosselmann        | 1738                            | * 3. April 1690 in Elberfeld; † 1749 in Ronsdorf                           |
| Peter von Carnap                | 1739                            | * 1696 in Elberfeld; † 1760 ebenda                                         |
| Johann Kaspar Ophoff            | 1740                            | * 1675 in Elberfeld; † 1742 ebenda                                         |
| Peter Silberberg                | 1741                            | * 1687 in Düssel; † 1757 in Elberfeld                                      |
| Peter de Weerth                 | 1742                            | * 18. September 1694 in Elberfeld; † 9. März 1763 ebenda                   |
| Peter Cappel                    | 1743                            | * 1687 in Elberfeld; † 1756 ebenda                                         |
| Engelbert Üllenberg             | 1744                            | * 1706 in Elberfeld; † 12. September 1775 ebenda                           |
| Abraham Siebel                  | 1745                            | * 20. September 1707 in Elberfeld; † 28. Januar 1777 ebenda                |
| Johann Jakob auf der Heyden     | 1746                            | * 1705 in Elberfeld; † 1768 ebenda                                         |
| Peter Plücker                   | 1747                            | * 1688 in Elberfeld; † 1754 ebenda                                         |
| Christian Ludwig Frowein        | 1748                            | * 1698 in Elberfeld; † 1756 ebenda                                         |
| Johann Peter de Landas          | 1749                            | * 12. Juni 1703 in Elberfeld; † 1768 ebenda                                |
| Johann Wilhelm Siebel           | 1750                            | * 1709 in Elberfeld; † 5. September 1776 ebenda                            |
| Kaspar von Carnap               | 1751                            | * 1709 in Elberfeld; † 1768 ebenda                                         |
| Johann Abraham Schlieper        | 1752                            | * 1710 in Elberfeld; † 3. Dezember 1774 ebenda                             |
| Johann Jakob auf der Heyden     | 1753                            | * 1705 in Elberfeld; † 1768 ebenda                                         |
| Johann Kaspar Cappel            | 1754                            | * 1710 in Elberfeld; † 1764 ebenda                                         |
| Abraham Siebel                  | 1755                            | * 20. September 1707 in Elberfeld; † 28. Januar 1777 ebenda                |
| Johann Jakob Siebel             | 1756                            | * 1710 in Elberfeld; † 27. September 1771 ebenda                           |
| Johann Abraham Lüttringhausen   | 1757                            | * 1714 in Elberfeld; † 12. Juli 1788 ebenda                                |
| Johann Kaspar Bergmann          | 1758                            | * 1720 in Elberfeld; † 21. September 1778 ebenda                           |
| Johann Peter de Landas          | 1759                            | * 12. Juni 1703 in Elberfeld; † 1768 ebenda                                |
| Johann Eberhard Hoffmann        | 1760                            | * April 1708 in Delling; † 1767 in Elberfeld                               |
| Jakob Sombart                   | 1761                            | * 1719 in Elberfeld; † 1762 ebenda                                         |
| Johann Wilhelm Brügelmann       | 1762                            | * 1721 in Elberfeld; † 31. Dezember 1784 ebenda                            |
| Johann Kaspar Eller             | 1763                            | * 1727 in Elberfeld; † 17. April 1796 ebenda                               |
| Reinhard Noot                   | 1764                            | * 14. August 1726 in Elberfeld; † 29. April 1809 ebenda                    |
| Abraham Siebel                  | 1765                            | * 20. September 1707 in Elberfeld; † 28. Januar 1777 ebenda                |
| Engelbert Üllenberg             | 1766                            | * 1706 in Elberfeld; † 12. September 1775 ebenda                           |
| Johannes Plücker                | 1767                            | * 1711 in Elberfeld; † 20. April 1780 ebenda                               |
| Isaak Schlösser                 | 1768                            | * 1. Januar 1708 in Elberfeld; † 19. Mai 1782 ebenda                       |
| Johann Peter Silberberg         | 1769                            | * 8. September 1726 in Elberfeld; † 21. März 1797 ebenda                   |
| Werner de Weerth                | 1770                            | * 11. Juni 1741 in Elberfeld; † 8. November 1799 ebenda                    |
| Philipp Hoffmann                | 1771                            | * 13. Januar 1723 in Herborn; † 15. Dezember 1784 in Elberfeld             |
| Jakob Wortmann                  | 1772                            | * 31. Januar 1732 in Elberfeld; † 18. März 1802 ebenda                     |
| Johann Jakob Schlösser          | 1773                            | * 1742 in Elberfeld; † 13. August 1788 ebenda                              |
| Johannes Plücker                | 1774                            | * 1733 in Elberfeld; † 3. April 1796 ebenda                                |
| Johann Jakob Wülfing            | 1775                            | * 26. Januar 1732 in Elberfeld; † 10. September 1801 ebenda                |
| Johann Rüttger Siebel           | 1776                            | * 15. August 1736 in Elberfeld; † 30. Juni 1808 ebenda                     |
| Johann Wilhelm Siebel           | 1777                            | * 23. Oktober 1743 in Elberfeld; † 29. Oktober 1792 ebenda                 |
| Johann Peter Silberberg         | 1778                            | * 8. September 1726 in Elberfeld; † 21. März 1797 ebenda                   |
| Werner de Weerth                | 1779                            | * 11. Juni 1741 in Elberfeld; † 8. November 1799 ebenda                    |
| Johannes Eller                  | 1780                            | * 1749 in Ronsdorf; † 15. März 1814 in Köln                                |
| Johannes Plücker                | 1781                            | * 1733 in Elberfeld; † 3. April 1796 ebenda                                |
| Johann Jakob Wülfing            | 1782                            | * 26. Januar 1732 in Elberfeld; † 10. September 1801 ebenda                |
| Johann van der Beeck            | 1783                            | * 1729 in Elberfeld; † 14. Dezember 1802 ebenda                            |
| Johann Wilhelm Siebel           | 1784                            | * 23. Oktober 1743 in Elberfeld; † 29. Oktober 1792 ebenda                 |
| Johann Rüttger Siebel           | 1785                            | * 15. August 1736 in Elberfeld; † 30. Juni 1808 ebenda                     |
| Peter Engelbert Rübel           | 1786                            | * 1. November 1736 in Barmen; † 10. Juni 1800 in Elberfeld                 |
| Peter Wilhelm von Carnap        | 1787                            | * 1752 in Elberfeld; † 4. April 1824 ebenda                                |
| Daniel Adolf Weber              | 1788                            | * 27. Dezember 1730 in Mußbach in der Pfalz; † 1. Januar 1794 in Elberfeld |
| Werner de Weerth                | 1789                            | * 11. Juni 1741 in Elberfeld; † 8. November 1799 ebenda                    |
| Johann Engelbert Bergmann       | 1790                            | * 1758 in Elberfeld; † 3. Juni 1821 ebenda                                 |
| Jakob Lüttringhausen            | 1791                            | * 21. Juli 1745 in Elberfeld; † 17. Juli 1816 ebenda                       |
| Carl Friedrich Brügelmann       | 1792                            | * 16. August 1758 in Elberfeld; † 25. Mai 1824 in Düsseldorf               |
| Johann Rüttger Siebel           | 1793                            | * 15. August 1736 in Elberfeld; † 30. Juni 1808 ebenda                     |
| Kaspar von Carnap               | 1794                            | * 17. Mai 1755 in Elberfeld; † 23. November 1823 ebenda                    |
| Johann Peter Meinhardt Bredt    | 1795                            | * 22. April 1758 in Barmen; † 28. Februar 1840 ebenda                      |
| Heinrich Wilhelm Hölterhoff     | 1796                            | * 28. Dezember 1737 in Elberfeld; † 7. Oktober 1809 ebenda                 |
| Karl Schlösser                  | 1797                            | * 1747 in Elberfeld; † 14. März 1822 in Köln                               |
| Peter Karl Weber                | 1798                            | * 14. September 1768 in Elberfeld; † 27. März 1835                         |
| Johann Jakob Aders              | 1799                            | * 26. Juli 1768 in Elberfeld; † 22. März 1825 ebenda                       |
| Johann Heinrich Bergfeld        | 1800                            | * 16. Dezember 1764 in Langenberg; † 22. Mai 1808 in Elberfeld             |
| Johann Adolf Stuttberg          | 1801                            | ~ 27. Januar 1756 in Elberfeld; † 18. Dezember 1805 ebenda                 |
| Abraham Peter von Carnap        | 1802                            | * 3. März 1766 in Elberfeld; † 22. Juni 1838 ebenda                        |
| Peter Jakob Wortmann            | 1803                            | * 2. Februar 1768 in Elberfeld; † 21. April 1814 ebenda                    |
| Peter Wilhelm von Carnap        | 1804                            | * 1752 in Elberfeld; † 4. April 1824 ebenda                                |
| Daniel Heinrich von der Heydt   | 1805                            | * 6. Juni 1767 in Elberfeld; † 6. August 1832 in Wiesbaden                 |
| Johann Rütger Brüning           | 1806                            | * 13. August 1775 in Elberfeld; † 22. Juli 1837 ebenda                     |
| Abraham Frowein                 | 1807                            | * 29. Januar 1766 in Elberfeld; † 16. März 1829 ebenda                     |
|                                 | – 1813                          | Französische Verwaltung unter Napoléon                                     |
|                                 |                                 |                                                                            |
| Oberbürgermeister ab 1814       |                                 |                                                                            |
| Name                            | Amtszeit                        | Lebensdaten                                                                |
| Johann Rütger Brüning           | 1814 – 1837                     | * 13. August 1775; † 22. Juli 1837                                         |
| Johann Adolf von Carnap         | 1837 – 1851                     | * 21. April 1793; † 5. September 1871                                      |
| Karl Emil Lischke               | 1851 – 1872                     | * 30. Dezember 1813 Stettin; † 14. Januar 1886 Bonn                        |
| Adolf Hermann Jaeger            | 1873 – 1899                     | * 21. November 1832 Elberfeld; † 8. Juni 1899 Elberfeld                    |
| Wilhelm Funck                   | 1900 – 1919                     | * 20. Februar 1858; † 29. Mai 1923                                         |
| Paul Hopf                       | 1919 – 1920                     | * 19. Juni 1875; † 12. April 1939                                          |
| Max Kirschbaum                  | 1920 – 1929                     | * 23. Oktober 1882; † 8. Juli 1932                                         |

## Barmen
| Bürgermeister                    | Bürgermeister                          | Bürgermeister                  |
| Name                             | Amtszeit                               | Lebensdaten                    |
| -------------------------------- | -------------------------------------- | ------------------------------ |
| Goswin Johann Peter Carl Bredt   | 3. Februar 1808 – 28. Juli 1808        |                                |
| Johann Peter Keuchen             | 28. Juli 1808 – 31. März 1810          | 1776–1858                      |
| Carl Wilhelm Eller               | 1. April 1810 – 18. Oktober 1810       | kommissarisch                  |
| Johann Wilhelm Wilkhaus          | 18. Oktober 1810 – 31. Dezember 1813   |                                |
| Reinhard Theodor Wuppermann      | 1. Januar 1814 – 9. Mai 1814           |                                |
| Carl Wilhelm Brünninghausen      | 10. Mai 1814 – 31. Dezember 1830       |                                |
| Friedrich Heilenbeck             | 1. Januar 1831 – 22. Januar 1831       | kommissarisch                  |
| Carl Wilhelm Wilkhaus            | 22. Januar 1831 – 2. Februar 1831      | kommissarisch                  |
| Carl Wilhelm Wilkhaus            | 1. Dezember 1838 – 13. Oktober 1848    |                                |
| Christian Hermann Siebel         | 13. Oktober 1848 – 1. März 1849        | kommissarisch                  |
| Hermann Florenz Theodor Windhorn | 1. März 1849 – 28. Februar 1851        | kommissarisch                  |
| Hermann Florenz Theodor Windhorn | 28. Februar 1851 – 30. Juni 1855       |                                |
| Friedrich Wilhelm Osterroth      | 1. Juli 1855 – 2. Oktober 1855         | 1815–1884; kommissarisch       |
| Wilhelm August Bredt             | 2. Oktober 1855 – 15. Mai 1857         | 1817–1895; kommissarisch       |
| Friedrich Havenstein             | 22. März 1876 – 22. November 1879      | 1833–1879                      |
| Gustav Brodzina                  | 13. Juli 1880 – 30. April 1907         | 1837–1909                      |
| Klaus Brauda                     | 2. Oktober 1946 – 4. Juli 1954         | 1901–1970                      |
| Oberbürgermeister                |                                        |                                |
| Name                             | Amtszeit                               | Lebensdaten                    |
| Wilhelm August Bredt             | 15. Mai 1855 – 30. September 1879      |                                |
| Friedrich Havenstein             | 1. Oktober 1879 – 15. Oktober 1879     | bis zur Ernennung des neuen OB |
| Friedrich Wilhelm Wegner         | 15. Oktober 1879 – 8. Juli 1898        |                                |
| Gustav Brodzina                  | 8. Juli 1898 – 14. Februar 1899        | bis zur Ernennung des neuen OB |
| August Lentze                    | 14. Februar 1899 – 2. August 1906      |                                |
| Gustav Brodzina                  | 3. August 1906 – 10. Dezember 1906     | bis zur Ernennung des neuen OB |
| Georg Philipp Wilhelm Voigt      | 10. Dezember 1906 – 30. September 1912 |                                |
| Paul Hartmann                    | 1. Oktober 1912 – 14. November 1912    | kommissarisch                  |
| Paul Hartmann                    | 14. November 1912 – 31. Juli 1929      |                                |

## Cronenberg
| Bürgermeister                       | Bürgermeister | Bürgermeister                   |
| Name                                | Amtszeit      | Lebensdaten                     |
| ----------------------------------- | ------------- | ------------------------------- |
| Johann Abraham von den Steinen      | 1808–1828     | 18. Februar 1781 – 14. Mai 1849 |
| Friedrich Wilhelm Ernst (Vertreter) | 1828–1834     | ?                               |
| Wilhelm Wortmann                    | 1834–1835     | ?                               |
| Ludwig Döring                       | 1835–1846     | ?                               |
| Wilhelm Händeler                    | 1847–1853     | 1809–1861                       |
| Jacob Cronenberg                    | 1853–1857     | ?                               |
| Eduard Theobald de Leuw             | 1857–1867     | 4. Dezember 1820 – 2. Juli 1872 |
| Verwaltung                          | 1867–1869     |                                 |
| Otto Bock                           | 1869–1873     | 1835–1897                       |
| Otto Paulussen                      | 1873–1885     | 1843–1897                       |
| Albert Kemmann                      | 1885–1920     | 13. März 1858 – 19. Januar 1931 |
| Maximilian Reifarth                 | 1920–1929     | 1879–1943                       |

## Langerfeld
| Bürgermeister                          | Bürgermeister | Bürgermeister |
| Name                                   | Amtszeit      | Lebensdaten   |
| -------------------------------------- | ------------- | ------------- |
| Wilhelm Dieckerhoff (1. Bürgermeister) | 1823–1864     | 1796–1866     |
| …                                      |               |               |
| Friedrich August Krieger               | 1872–1897     |               |
| Heinrich Jochheim                      | 1898–1902     |               |
| Friedrich Peter Meurer                 | 1903–1919     |               |
| Wilhelm Kutscher                       | 1919–1922     |               |

## Ronsdorf
| Bürgermeister             | Bürgermeister | Bürgermeister |
| Name                      | Amtszeit      | Lebensdaten   |
| ------------------------- | ------------- | ------------- |
| Elias Eller               | 1747–1749     | 1690–1750     |
| Johannes Schüller         | 1749–1764     |               |
| Jakob Gadermann           | 1764–1774     |               |
| Engelbert Werth           | 1774–1779     |               |
| Sebulon Schüller          | 1779–1790     |               |
| Johann Christian Pieper   | 1790–1798     |               |
| Gerson Wülfing            | 1798–1799     |               |
| ?                         |               |               |
| Johann Christian Kocher   | 1809–1812     | 1765–1815     |
| Elias Rosenthal           | 1812–1830     | 1762–1853     |
| Josef Schenk              | 1830–1841     |               |
| Wilhelm Wortmann          | 1842–1846     |               |
| Carl Joseph Mosblech      | 1846–1851     | 1790–1860     |
| Friedrich Wilhelm Dresel  | 1851–1856     |               |
| Wilhelm Friedrich Gericke | 1856–1873     | 1823–1873     |
| Adolf Müller              | 1876–1887     | 1843–1895     |
| ?                         |               |               |
| August Staas              | 1896–1924     | 1859–1934     |
| Richard Wagner            | 1924–1929     |               |

## Sonnborn
| Bürgermeister von 1610 bis 1706 | Bürgermeister von 1610 bis 1706 | Bürgermeister von 1610 bis 1706 |
| Name                            | Amtszeit                        | Lebensdaten                     |
| ------------------------------- | ------------------------------- | ------------------------------- |
| Emil Pahlke                     | 1868–1871                       | 1828 – 25. Januar 1893          |
| Gottfried Eschmann              | 1872–1886                       | 1834–1890                       |
| Gottlieb Heinrich               | 1886 – 30. Juni 1888            | 24. Januar 1856 – 3. April 1927 |

## Vohwinkel
| Bürgermeister     | Bürgermeister                                     | Bürgermeister                    |
| Name              | Amtszeit                                          | Lebensdaten                      |
| ----------------- | ------------------------------------------------- | -------------------------------- |
| Gottlieb Heinrich | 1. Juli 1888 – 30. September 1888 (kommissarisch) | 24. Januar 1856 – 3. April 1927  |
| Heinrich Bammel   | 1. Oktober 1888 – 30. Juni 1919                   | 10. Dezember 1855 – 7. März 1929 |
| Albrecht Landwehr | 1. Juli 1919 – 1929                               | 7. Mai 1881 – 25. März 1966      |

## Oberbürgermeister von Wuppertal
Die Oberbürgermeister von der ab 1929 vereinigten Stadt Wuppertal. Der letzte Oberbürgermeister Barmens, Paul Hartmann, wurde zum neuen Oberbürgermeister der Stadt Wuppertal. Nicht berücksichtigt sind in dieser Liste die Bürgermeister der Stadt, die dem Rat der Stadt angehören und als Stellvertreter des Oberbürgermeisters agieren.
| Oberbürgermeister        | Oberbürgermeister | Oberbürgermeister | Oberbürgermeister                     |
| Name                     | Partei            | Amtszeit          | Lebensdaten                           |
| ------------------------ | ----------------- | ----------------- | ------------------------------------- |
| Paul Hartmann            | DDP               | 1930              | 30. Juni 1869 – 18. November 1942     |
| Julius Friedrich         |                   | 1931–1937         | 1. August 1883 – 9. April 1977        |
| Wilhelm Eberhard Gelberg | NSDAP             | 1937              | 7. Dezember 1894 – 5. Juni 1940       |
| Robert Friedrich         | NSDAP             | 1937–1940         | 29. November 1901 – 23. Mai 1986      |
| Heinz Gebauer            | NSDAP             | 1940–1945         | 19. September 1902 – 24. Januar 1955  |
| Eugen Thomas             |                   | 1945              | 1. Dezember 1895 – 30. April 1968     |
| Hans Bremme              |                   | 1945–1946         | 14. Juni 1898 – 3. Juni 1970          |
| Eugen Richter            | FDP               | 1946              | 11. September 1883 – 7. März 1973     |
| Robert Daum              | SPD               | 1946–1948         | 8. Januar 1889 – 6. Mai 1962          |
| Otto Schmidt             | CDU               | 1948–1949         | 1. August 1902 – 12. Dezember 1984    |
| Robert Daum              | SPD               | 1949–1951         | zum zweiten Mal, siehe oben           |
| Heinrich Schmeißing      | CDU               | 1951–1956         | 19. August 1905 – 15. November 1979   |
| Hermann Herberts         | SPD               | 1956–1961         | 4. April 1900 – 25. Dezember 1995     |
| Heinz Frowein            | CDU               | 1961–1964         | 12. Mai 1905 – 2. Mai 1994            |
| Hermann Herberts         | SPD               | 1964–1969         | zum zweiten Mal, siehe oben           |
| Johannes Rau             | SPD               | 1969–1970         | 16. Januar 1931 – 27. Januar 2006     |
| Gottfried Gurland        | SPD               | 1970–1984         | 28. Januar 1918 – 31. Oktober 2002    |
| Ursula Kraus             | SPD               | 1984–1996         | 2. August 1930 – 2. August 2021       |
| Hans Kremendahl          | SPD               | 1996–2004         | 17. September 1948 – 10. Februar 2015 |
| Peter Jung               | CDU               | 2004–2015         | * 2. April 1955                       |
| Andreas Mucke            | SPD               | 2015–2020         | * 18. September 1966                  |
| Uwe Schneidewind         | B90 Grüne         | 2020              | * 8. Juli 1966                        |